# Irondale (Alabama)
Irondale – miasto w Stanach Zjednoczonych, w stanie Alabama, w hrabstwie Jefferson.

## Demografia
W roku 2023 miasto zamieszkiwało 13 526 osób, a gęstość zaludnienia wynosiła 583 osoby/km².

## Media
W Irondale ma swą siedzibę katolicka telewizja – EWTN.